# Lenart Žavbi
Lenart Žavbi, slovenski politik; * 25. september 1999, Ljubljana.
Od leta 2022 je poslanec v Državnem zboru Republike Slovenije.

## Življenjepis
Odraščal je v Ljubljani. V mladosti se je zanimal za politiko in kasneje študiral politologijo na Fakulteti za družbene vede v Ljubljani, kjer je tudi diplomiral. Nekaj let je bil tudi član stranke Levica in bil sekretar ljubljanskega odbora stranke. Leta 2022 je prestopil v stranko Gibanje Svoboda in zanjo istega leta kandidiral na državnozborskih volitvah. V volilnem okraju Ljubljana Šiška 2 je prejel 5.389 oz. 40,18 odstotkov glasov in bil izvoljen za poslanca. Z izvolitvijo je ob enem postal najmlajši poslanec 9. sklica Državnega zbora Republike Slovenije.
Je sin Alenke Žavbi in novinarja Aleksandra Lucuja. Njegov polbrat je Gregor Repovž, urednik revije Mladina.